# SEAT Exeo
SEAT Exeo – samochód osobowy klasy średniej produkowany pod hiszpańską marką SEAT w latach 2008–2013.

## Historia i opis modelu

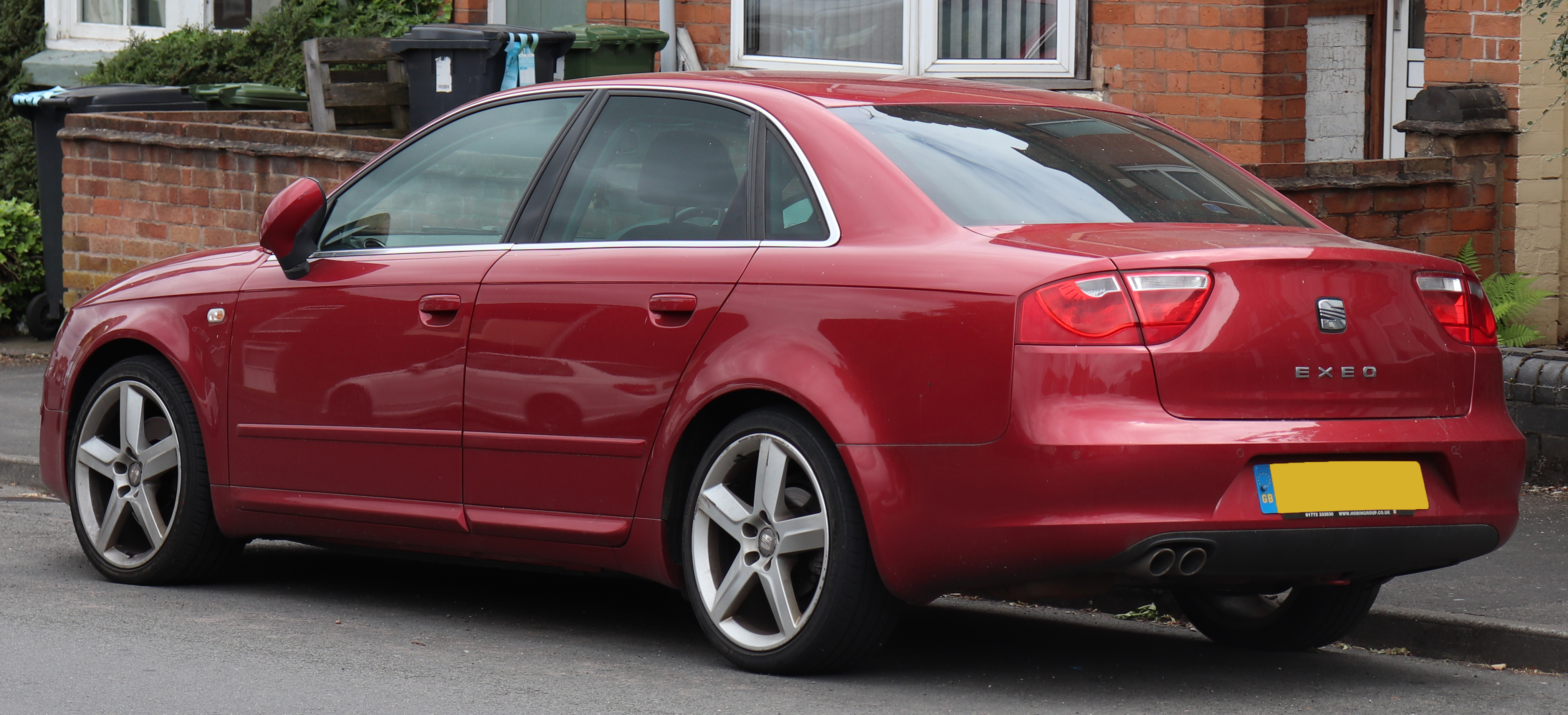
SEAT Exeo – tył

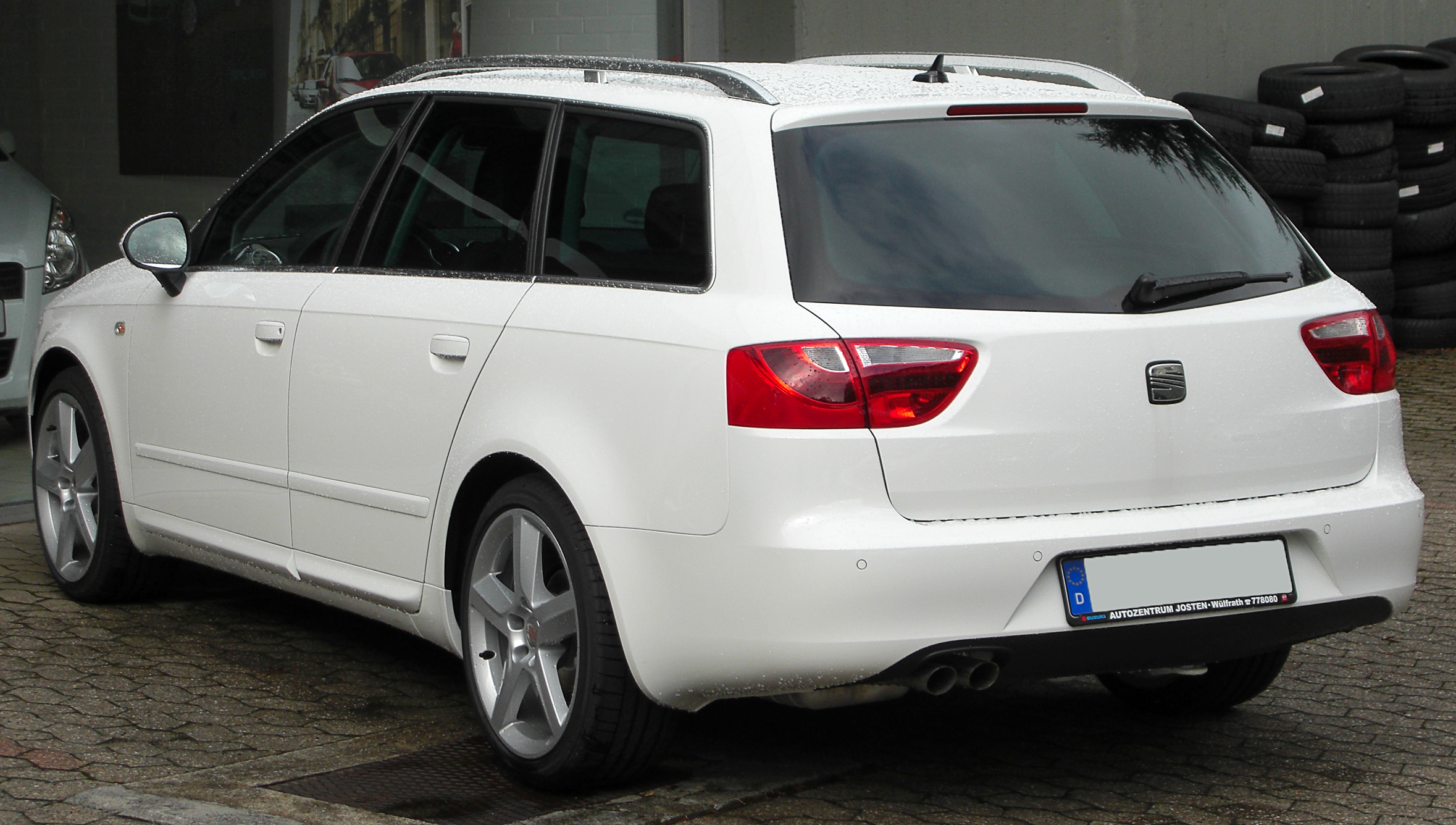
SEAT Exeo Kombi

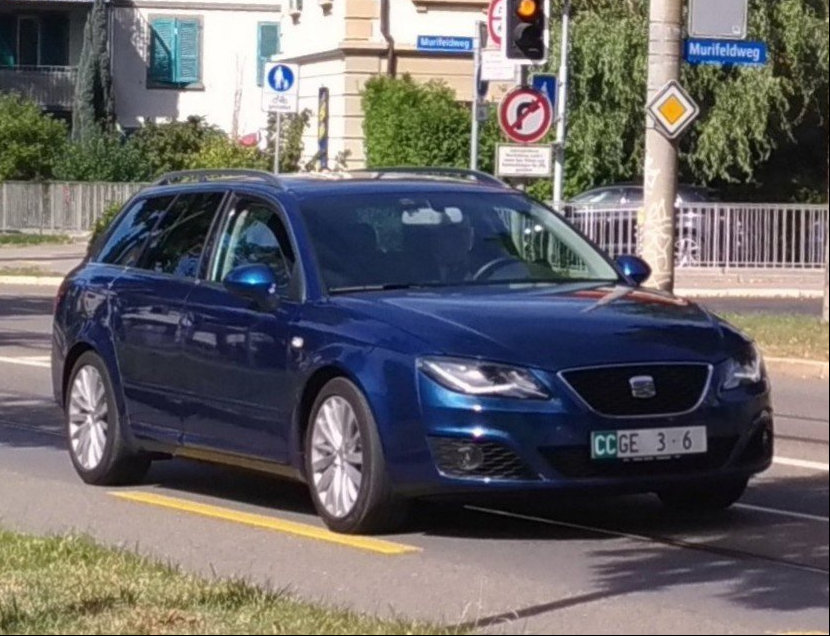
SEAT Exeo po liftingu

Samochód został po raz pierwszy oficjalnie zaprezentowany podczas targów motoryzacyjnych w Paryżu w 2008 roku. Auto jest zmodyfikowaną wersją produkowanego w latach 2004–2008 Audi A4 B7. Od pierwowzoru, pojazd wyróżnia się przednią oraz tylną częścią nadwozia. Zastosowane zostały inne reflektory przednie, lampy tylne, a także atrapa chłodnicy, zderzak tylny, pokrywa silnika i klapa bagażnika. Wnętrze pojazdu zostało skopiowane od Audi A4 B7 w wersji cabrio. Początkowo auto oferowane miało być pod nazwą Bolero. W 2009 roku podczas targów motoryzacyjnych w Genewie zaprezentowano wersję kombi pojazdu.
Podczas targów motoryzacyjnych w Paryżu w 2010 roku zaprezentowano delikatnie zmodyfikowaną wersję pojazdu. Zmieniony został kształt przednich foteli i tylnej kanapy, dzięki czemu zwiększono ilość miejsca na nogi dla pasażerów tylnej kanapy, a także zastosowane zostały nowe lampy tylne wykonane w technologii LED oraz gniazdko 12V w konsoli środkowej.
W 2011 roku auto przeszło delikatny face lifting. Zmieniony został m.in. przód pojazdu. Zastosowane zostały nowe przednie reflektory biksenonowe z wbudowanymi światłami do jazdy dziennej wykonanymi w technologii LED oraz nowy wzór atrapy chłodnicy. Przy okazji liftingu zastosowane zostały także nowe wzory felg.
Na przełomie czerwca i lipca 2013 roku zakończono produkcję pojazdu.

### Wyposażenie
- Reference
- Style
- Sport

Standardowe wyposażenie podstawowej wersji Reference obejmuje m.in. system ABS, ESP, MSR, EBA oraz TCS, 6 poduszek powietrznych, dwustrefową klimatyzację, elektryczne sterowanie szyb, komputer pokładowy, światła przeciwmgłowe, podgrzewanie oraz elektryczne sterowanie lusterek, a także 4-głośnikowy radioodtwarzacz CD/MP3 z wejściem AUX i zamek centralny z pilotem.
Wersja Style dodatkowo wyposażona jest standardowo m.in. w alarm, tempomat, skórzaną, wielofunkcyjną kierownicę, system TPMS, czujniki parkowania, czujniki deszczu, bardziej rozbudowany system audio oraz 16-calowe felgi. Wersja Sport natomiast dodatkowo wyposażona jest standardowo m.in. w 17-calowe alufelgi oraz sportowe wykończenie wnętrza.
Samochód opcjonalnie doposażyć można było m.in. w system nawigacji satelitarnej, reflektory ksenonowe, tylne poduszki powietrzne, elektrycznie sterowane okno dachowe, 18-calowe alufelgi oraz skórzaną tapicerkę.

### Silniki
| Wersja                | Silnik:                          | Układ zasilania:   | Średnica × skok tłoka: | St. sprężania:     | Moc maksymalna:                         | Maks. moment obrotowy           | 0–100 km/h:        | V-max:             |
| Silniki benzynowe:    | Silniki benzynowe:               | Silniki benzynowe: | Silniki benzynowe:     | Silniki benzynowe: | Silniki benzynowe:                      | Silniki benzynowe:              | Silniki benzynowe: | Silniki benzynowe: |
| --------------------- | -------------------------------- | ------------------ | ---------------------- | ------------------ | --------------------------------------- | ------------------------------- | ------------------ | ------------------ |
| 1.6                   | R4 1,6 l (1595 cm³), SOHC        | wtrysk             | 81,00 × 77,40 mm       | 10,3:1             | 102 KM (75 kW) przy 5600 obr./min       | 148 N·m przy 3800 obr./min      | 12,6 s             | 190 km/h           |
| 1.8 T                 | R4 1,8 l (1781 cm³), DOHC, turbo | wtrysk             | 81,00 × 86,40 mm       | 9,5:1              | 150 KM (110 kW) przy 5700 obr./min      | 220 N·m przy 1800 obr./min      | 9,3 s              | 217 km/h           |
| 1.8 TSI               | R4 1,8 l (1798 cm³), DOHC, turbo | wtrysk FSI         | 82,50 × 81,10 mm       | 9,6:1              | 120 KM (88 kW) przy 4000-6200 obr./min  | 230 N·m przy 1500-3650 obr./min | 10,7 s             | 202 km/h           |
| 1.8 TSI               | R4 1,8 l (1798 cm³), DOHC, turbo | wtrysk FSI         | 82,50 × 81,10 mm       | 9,6:1              | 160 KM (118 kW) przy 4500-6200 obr./min | 250 N·m przy 1500-4500 obr./min | 8,6 s              | 225 km/h           |
| 2.0 TSI               | R4 2,0 l (1984 cm³), DOHC, turbo | wtrysk FSI         | 82,50 × 92,80 mm       | 10,3:1             | 200 KM (147 kW) przy 5100 obr./min      | 280 N·m przy 1800 obr./min      | 7,3 s              | 241 km/h           |
| 2.0 TSI               | R4 2,0 l (1984 cm³), DOHC, turbo | wtrysk FSI         | 82,50 × 92,80 mm       | 9,6:1              | 211 KM (155 kW) przy 4300-6000 obr./min | 320 N·m przy 1500-4200 obr./min | 7,1 s              | 244 km/h           |
| Silniki wysokoprężne: |                                  |                    |                        |                    |                                         |                                 |                    |                    |
| 2.0 TDI               | R4 2,0 l (1968 cm³), DOHC        | wtrysk common rail | 81,00 × 95,50 mm       | 16,5:1             | 120 KM (88 kW) przy 4200 obr./min       | 290 N·m przy 1750-2500 obr./min | 10,5 s             | 204 km/h           |
| 2.0 TDI               | R4 2,0 l (1968 cm³), DOHC        | wtrysk common rail | 81,00 × 95,50 mm       | 16,5:1             | 143 KM (105 kW) przy 4200 obr./min      | 320 N·m przy 1750-2500 obr./min | 9,2 s              | 214 km/h           |
| 2.0 TDI               | R4 2,0 l (1968 cm³), DOHC        | wtrysk common rail | 81,00 × 95,50 mm       | 16,5:1             | 170 KM (125 kW) przy 4200 obr./min      | 350 N·m przy 1750-2500 obr./min | 8,4 s              | 229 km/h           |